# Vieux-Mesnil
Vieux-Mesnil är en kommun i departementet Nord i regionen Hauts-de-France i norra Frankrike. Kommunen ligger i kantonen Berlaimont som tillhör arrondissementet Avesnes-sur-Helpe. År 2022 hade Vieux-Mesnil 637 invånare.

## Befolkningsutveckling
Antalet invånare i kommunen Vieux-Mesnil
| Referens: INSEE |